# Eremedaille van de Deense Toeristenbond

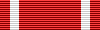
Baton

De Eremedaille van de Deense Toeristenbond (Deens: Danmarks Turistråds Hæderstegn) is een Deense onderscheiding voor verdiensten voor het vreemdelingenverkeer.
De medaille is op 26 februari 1963 ingesteld en op maart van dat jaar door Koning Frederik IX van Denemarken goedgekeurd. De dragers mogen de letters D.T.H. achter hun naam plaatsen.
Ieder jaar worden maximaal vijf van deze medailles uitgereikt, waarvan niet meer dan twee aan Denen mogen worden verleend.
De onderscheiding wordt op de linkerborst gedragen aan een tot een vijfhoek gevouwen rood zijden lint met twee smalle witte strepen. Op de linkerborst kan een baton worden gedragen.
Medailles van Verdienste ·
Medaille voor Langdurige Dienst ·
Medaille "Ingenio et Arti" ·
Medaille voor Nobele Daden ·
Ereteken van het Deense Rode Kruis ·
Medaille van Verdienste voor de Groenlandse Onafhankelijkheid ·
Herinneringsmedaille aan de 70e Verjaardag van Hare Majesteit Koningin Margrethe
Herinneringsmedaille aan de 75e Verjaardag van Prins Henrik

Zie ook: Historische Orden van Denemarken · Onderscheidingen in Denemarken